# Alexandre-Charles Renard
Alexandre-Charles Renard (ur. 7 czerwca 1906 w Avelin, zm. 8 października 1983 w Paryżu) – francuski duchowny katolicki, kardynał, arcybiskup Lyonu.

## Życiorys
Święcenia kapłańskie przyjął 12 lipca 1931. 19 sierpnia 1953 został wybrany biskupem Wersalu. Sakrę biskupią otrzymał 19 października 1953 z rąk kardynała Achille Liénarta (współkonsekratorami byli biskupi Stanislas Courbe i Alfred Ancel). Uczestniczył w obradach soboru watykańskiego II. 28 maja 1967 objął arcybiskupstwo Lyonu. 26 czerwca 1967 Paweł VI wyniósł go do godności kardynalskiej z tytułem prezbitera San Francesco di Paola ai Monti. 24 maja 1976 zmienił kościół tytularny na Santissima Trinità al Monte Pincio. Wziął udział w konklawe wybierających Jana Pawła I i Jana Pawła II. 29 października 1981 zrezygnował z kierowania archidiecezją. Został pochowany w katedrze w Lyonie.